# لادیسلاو ودیچکا
لادیسلاو وُدیچکا (چکی: Ladislav Vodička; ۱۰ ژانویهٔ ۱۹۳۱ – ۷ مارس ۱۹۹۹) خواننده و ترانه‌سرای موسیقی کشور جمهوری چک بود.